# Російські укріплені лінії

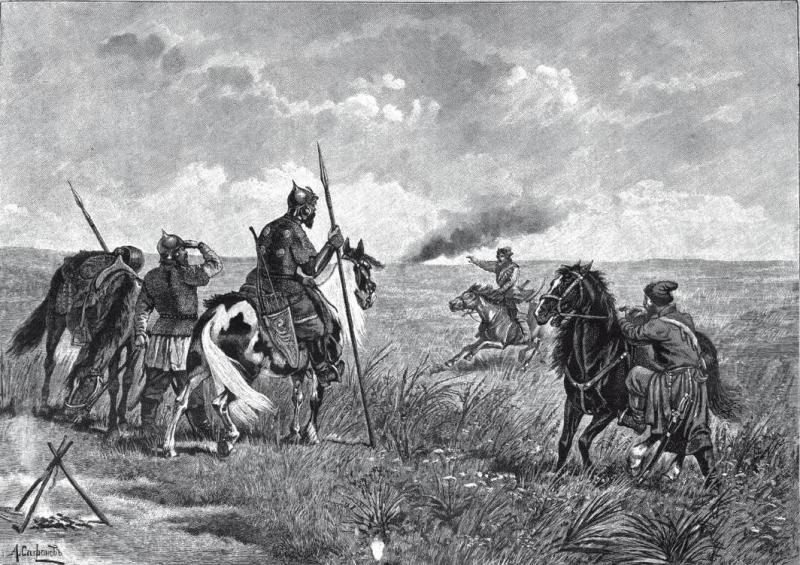

Російські укріплені лінії — військово-технічні споруди у російській державі XVI–XIX століть, які використовувались для захисту внутрішніх земель держави від нападу ззовні.
Система укріплених ліній була поширеною в основному на південних та південно-східних рубежах. Вона існувала паралельно з бастіонною системою захисту кордонів. поки остаточно не була витіснена останньою у ХІХ ст.

## Найважливіші лінії
- Азовсько-Моздокська лінія (Кавказька)
- Бєлгородська оборонна лінія
- Дніпровська лінія
- Дністровська лінія
- Ізюмська лінія
- Кавказька лінія
- Китайська лінія
- Ново-Закамська лінія
- Оренбурзька лінія
- Сибірська лінія
- Татарський вал
- Уйгурська лінія
- Українська лінія